# Wilhelm Dietl
Wilhelm Dietl (* 13. September 1955 in Kötzting, Niederbayern) ist ein deutscher Journalist und Geheimdienst-Experte.

## Leben
Journalistische Laufbahn
Noch vor Abschluss seiner schulischen Laufbahn begann Dietl 1971 eine Ausbildung zum Redakteur bei einer Lokalzeitung. Später wechselte er zur Erdinger Lokalausgabe der Süddeutschen Zeitung. Von 1979 bis 1990 arbeitete er für die Illustrierte Quick und war vorübergehend deren Chefreporter und Chefkorrespondent. Parallel hierzu war er als freier Autor für den Stern sowie für den Spiegel tätig. Von 1993 bis 2004 arbeitete Dietl für das Nachrichtenmagazin Focus.
Mitarbeiter des BND
Durch seine häufigen Auslandsreisen wurde der Bundesnachrichtendienst (BND) auf Dietl aufmerksam. Unter dem Decknamen „Dali“ bereiste er im Auftrag des BND die Länder des Nahen und Mittleren Ostens sowie Süd- und Zentralasiens und beschaffte dem BND so Daten zur militärischen Ausrüstung sowie zur politischen und wirtschaftlichen Entwicklung der jeweiligen Länder. 1993 schied er aus dem BND aus, nachdem er öffentlich die Rolle des Staatsministers Bernd Schmidbauer bei der Freilassung zweier entführter deutscher Geiseln im Libanon kritisiert hatte.
Konflikte mit dem BND
Nach seinen Insider-Veröffentlichungen zusammen mit Norbert Juretzko wurde Dietl vom BND observiert. 
(sogenannte Journalistenaffäre)
Später berichteten diverse Medien über die frühere BND-Tätigkeit Dietls und warfen ihm vor, Journalisten an den BND verraten zu haben.
Dietl bezeichnete die Vorgänge als Racheaktion des BND mit dem Ziel der Zerstörung seiner beruflichen Existenz und warf dem BND vor, wahrheitsgemäße, geheime Informationen zusammen mit bewussten Falschinformationen an Medienvertreter weitergegeben zu haben. Gegen die veröffentlichenden Medien ging er juristisch vor und bewirkte teilweise Unterlassungserklärungen bzw. Richtigstellungen. Zwei Strafverfahren nach Anzeigen Dietls gegen führende BND-Bedienstete, darunter August Hanning und Ernst Uhrlau, wurden jedoch eingestellt. Mit diesen Vorfällen und der Veröffentlichung von Bedingt dienstbereit beschäftigte sich auch das Parlamentarische Kontrollgremium des Bundestages und ließ vom ehemaligen Bundesrichter Gerhard Schäfer dazu ein Gutachten erstellen.

## Mitgliedschaften, Funktionen
Dietl ist Mitbegründer und stellvertretender Leiter des Essener Instituts für Terrorismusforschung und Sicherheitspolitik. 

## Publikationen
Die BKA-Story (2000)
In seiner Publikation zur Geschichte des Bundeskriminalamts (BKA) befasste er sich intensiv mit der Infiltration des BKA seit der Gründung bis in die 60er Jahre mit ehemaligen SS-Leuten aus dem SD, allen voran durch den „Architekten“ und späteren Präsidenten des BKA, Paul Dickopf.

## Werke (Auswahl)
- Heiliger Krieg für Allah: Als Augenzeuge bei den geheimen Kommandos des Islam, Kindler-Verlag, München 1983, ISBN 3-463-00853-X.
- Brückenkopf Afghanistan: Machtpolitik im Mittleren Osten, Kindler-Verlag, München 1984, ISBN 3-463-00871-8.
- Waffen für die Welt: Die Milliardengeschäfte der Rüstungsindustrie, Droemer-Knaur-Verlag, München 1986, ISBN 3-426-26268-1.
- Die Agentin des Mossad: Operation Roter Prinz, Econ-Verlag, Düsseldorf 1992, ISBN 3-430-12105-1.
- Carlos: Das Ende eines Mythos – Die Jagd nach dem Top-Terroristen, Lübbe-Verlag, Bergisch Gladbach 1995, ISBN 3-404-61330-9.
- mit Zvi Aharoni: Der Jäger: Operation Eichmann – Was wirklich geschah, Deutsche Verlagsanstalt, Stuttgart 1996, ISBN 3-421-05031-7.
- Staatsaffäre: Hinter den Kulissen der Geheimdienste – Das Tauziehen um die deutschen Geiseln im Libanon, Deutsche Verlagsanstalt, Stuttgart 1997, ISBN 3-421-05067-8.
- Die BKA-Story, Droemer-Knaur-Verlag, München 2000, ISBN 3-426-77694-4.
- mit Katrin Wahl: Schwarzbuch Weißes Haus: Außenpolitik mit dem Sturmgewehr, Area Verlag, Erftstadt 2004, ISBN 3-89996-204-4.
- mit Norbert Juretzko: Bedingt dienstbereit: Im Herzen des BND – Die Abrechnung eines Aussteigers, Ullstein-Verlag, Berlin 2005, ISBN 978-3-548-36795-8.
- mit Kai Hirschmann und Rolf Tophoven: Das Terrorismus-Lexikon: Täter, Opfer, Hintergründe, Eichborn-Verlag, Frankfurt am Main 2006, ISBN 978-3-8218-5642-1.
- Spy ladies: Frauen im Geheimdienst, Ullstein-Verlag, Berlin 2006, ISBN 978-3-550-07623-7.
- Deckname Dali: Ein BND-Agent packt aus, Eichborn-Verlag, Frankfurt am Main 2007, ISBN 978-3-8218-5670-4.
- mit Norbert Juretzko: Im Visier: Ein Ex-Agent enthüllt die Machenschaften des BND, Heyne-Verlag, München 2007, ISBN 978-3-453-62021-6.
- Schattenarmeen: Die Geheimdienste der islamischen Welt, Residenz-Verlag, St. Pölten 2010, ISBN 978-3-7017-3167-1.